# Iguidi
Iguidi  (in arabo ايكيدي‎?) è un centro abitato e comune rurale del Marocco situato nella provincia di Taroudant, regione di Souss-Massa. Conta una popolazione di 9 100 abitanti (censimento 2014).